# 이반 두케
이반 두케 마르케스(스페인어: Iván Duque Márquez, 스페인어 발음: [iˈβan ˈdu.ke ˈmaɾkes], 1976년 8월 1일~)는 콜롬비아의 변호사, 정치인이다. 2018년부터 2022년까지 콜롬비아의 제33대 대통령으로 재직했다.
세르히오 아르볼레다 대학교를 나와 1998년 8월 7일부터 2002년 8월 7일까지 대통령으로 재임한 안드레스 파스트라나 전 대통령 시절 재무부에서 일했으며, 2001년부터 2013년까지는 미주개발은행에서 일했다. 과거에는 같은 소속인 민주중도당 소속의 당수인 2002년 8월 7일부터 2010년 8월 7일까지 대통령으로 재임한 알바로 우리베 前 대통령이 물러난 다음 민주중도당 현재 당수로써 이반 두케의 조언자로서 일한 경력이있다.
2014년 민주중도당 소속의 상원의원으로 당선되었다. 상원의원시절 여러 가지 족적을 남겼으며, 이를 계기로 2018년 대선주자로 떠올랐다. 좌파후보 구스타보 페트로와 양자구도를 형성했으며, 6월 17일 결선에서 좌파후보인 구스타보 페트로를 누르고 당선되었다. 취임 당시 42세로 콜롬비아 역대 대통령 중 최연소 대통령이 되었다. 2022년 선거에도 출마했으나 구스타보 페트로에게 패배하며 2022년 8월 7일에 퇴임했다.

## 역대 선거 결과
| 선거명      | 직책명            | 대수 | 정당       | 1차 득표율 | 1차 득표수  | 2차 득표율 | 2차 득표수   | 결과 | 당락                 |
| ----------- | ----------------- | ---- | ---------- | ---------- | ----------- | ---------- | ------------ | ---- | -------------------- |
| 2018년 선거 | 콜롬비아의 대통령 | 33대 | 민주중도당 | 39.14%     | 7,569,693표 | 53.98%     | 10,373,080표 | 1위  | 콜롬비아 대통령 당선 |